# A Herb Alpert and the Tijuana Brass Double Feature
A Herb Alpert and the Tijuana Brass Double Feature é um filme de animação em curta-metragem estadunidense de 1966 dirigido e escrito por John Hubley e Faith Hubley. Venceu o Oscar de melhor curta-metragem de animação na edição de 1967.